# Ed Koch
Edward Irving "Ed" Koch (Nueva York; 12 de diciembre de 1924-1 de febrero de 2013) fue un abogado y político estadounidense, que representó a los Estados Unidos desde 1969 hasta 1977 y fue el 105.º alcalde de Nueva York durante tres mandatos consecutivos entre los años 1978 a 1989, ambos incluidos.

## Primeros años
Koch nació en 1924 en el seno de una familia judía en el barrio residencial de Morrisania, en el suroeste del Bronx. Su padre trabajaba como peletero. Durante la Gran Depresión, las ventas de pieles y otros artículos de lujo tuvieron un estrepitoso declive, por lo que la familia se mudó de Nueva York a Newark, Nueva Jersey. Su madre, Joyce, murió de cáncer a una edad relativamente joven. Koch estudió en el City College de Nueva York entre 1941 y 1943.
Se enlistó en el Ejército de los Estados Unidos en 1943, en donde sirvió en la 104.ª División de Infantería, llegando a Cherburgo, Francia, en septiembre de 1944. Ganó dos Estrellas de Batalla como Soldado de Combate. Fue dado de baja con el rango de sargento en 1946.
En ese año, Koch se matriculó en la Escuela de Derecho de la Universidad de Nueva York; ese verano también trabajó en un hotel de Sharon Springs. Se graduó en Derecho en 1948 y al año siguiente comenzó a ejercer en la abogacía.

## Abogado, oficial del partido y concejal
Koch fue elegido líder de distrito del Partido Demócrata para Greenwich Village, cargo en el que estuvo desde 1963 hasta 1965. Fue delegado en la convención estatal de 1964 y dos años más tarde fue elegido Concejal de Nueva York. En 1965 apoyó públicamente al republicano John Lindsay como candidato a la alcaldía, aun cuando seguía siendo líder de distrito demócrata.

## Congresista

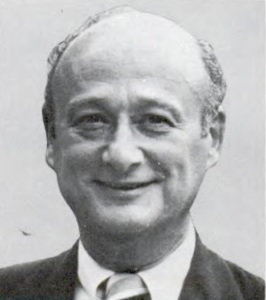
Ed Koch en 1977.

Ed Koch fue representante del Partido Demócrata por el 17.º distrito de Nueva York desde el 3 de enero de 1969 hasta el 3 de enero de 1973, cuando después de una reestructuración de distritos pasó a representar el 18.º distrito de Nueva York hasta el 31 de diciembre de 1977, cuando renunció a convertirse en alcalde de Nueva York.
Koch dijo que inició su carrera política como "un simple liberal", con ideas que incluían la oposición a la Guerra de Vietnam y la realización de marchas en el sur del país para apoyar los derechos civiles. En 1973 entró en polémica con el entonces alcalde de Nueva York, John Lindsay, debido al intento de este de construir viviendas sociales para 3.000 personas en una comunidad de clase media de Forest Hills, Queens. El congresista Koch se reunió con los residentes, cuya mayoría estaba en contra de la propuesta y cuyos argumentos acabaron convenciéndole, por lo que se pronunció en contra del plan de Lindsay, decisión que causó impacto, según él, en varios de sus socios políticos.
Se le recuerda como benefactor de la democracia uruguaya al promover, a mediados de la década de 1970, la enmienda que prohibió la ayuda fiscal del gobierno de Estados Unidos a las fuerzas militares y policiales en Uruguay. Esto provocó que en 1976 fuera amenazado de muerte por la dictadura cívico-militar uruguaya, poco después del asesinato de Orlando Letelier perpetrado en Washington D. C. por agentes al servicio de la dictadura chilena. Los detalles de la conspiración fueron revelados en 1992 tras el hallazgo de los Archivos del Terror en Paraguay, tras la caída del dictador Alfredo Stroessner.

## Alcalde de Nueva York (1978-1989)

### Elecciones de 1977 y su primer mandato

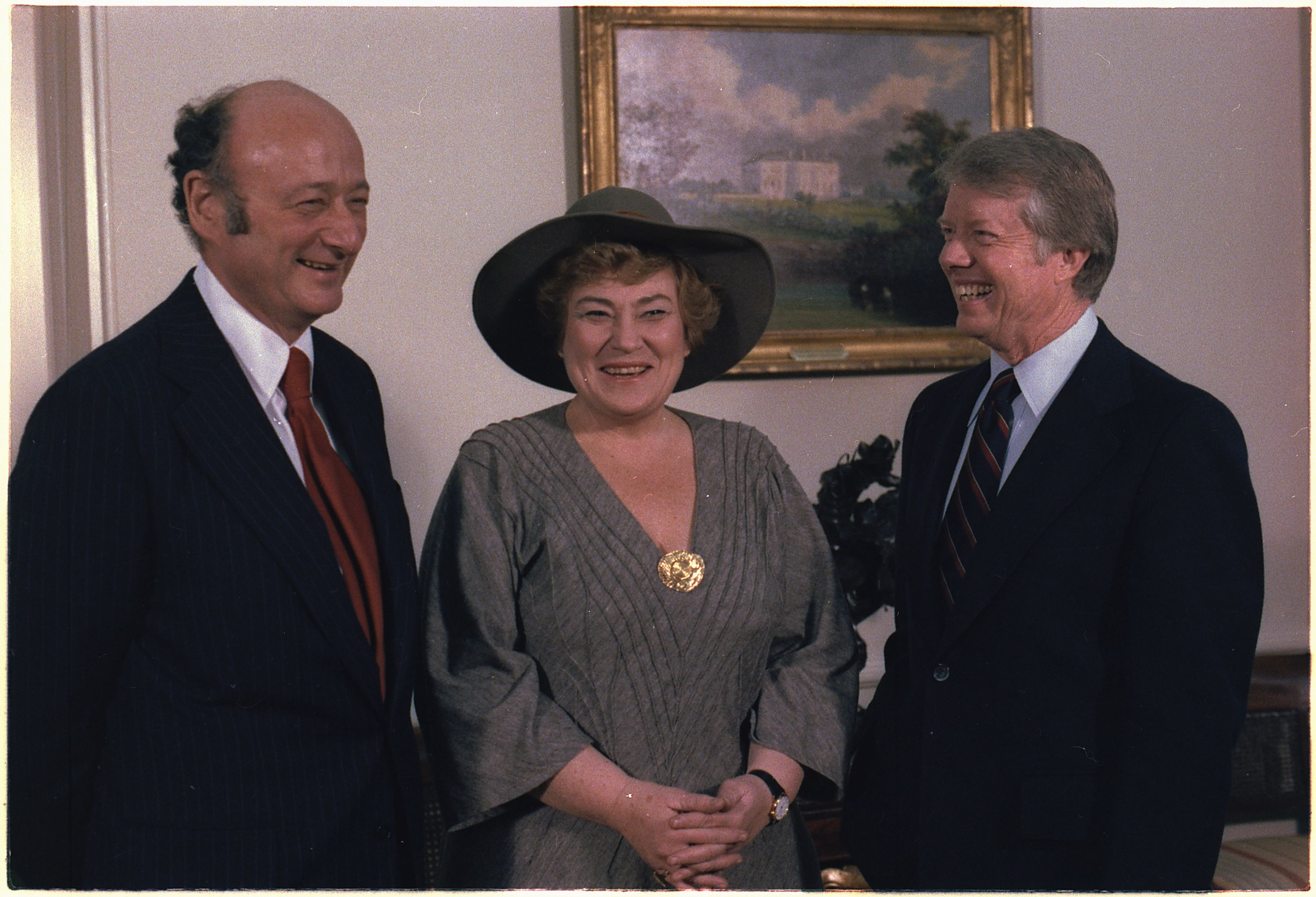
Koch en un primer encuentro como alcalde de Nueva York con el presidente Jimmy Carter, junto con su aliada y ex oponente en las elecciones para la alcaldía, la congresista Bella Abzug en febrero de 1978.

En 1977, Koch compitió en las primarias del Partido Demócrata para la alcaldía de Nueva York contra Abraham Beame, la congresista Bella Abzug, y Mario Cuomo, entre otros. Koch ya para entonces había dado un giro conservador a su ideología liberal. Su plataforma, más derechista que la de los otros candidatos, estaba basada en el principio de "ley y orden". De acuerdo con el historiador Jonathan Mahler, el apagón ocurrido en julio y los posteriores saqueos ayudaron a Koch en su mensaje de querer restablecer la seguridad ciudadana. Koch también atribuye parte del mérito de su victoria a la decisión tomada por Rupert Murdoch, por la que el New York Post le apoyaría en las primarias y en las elecciones generales. Koch ganó la votación inicial en las primarias demócratas, así como la segunda vuelta entre él y Cuomo. En las elecciones generales, también realizada en 1977, Koch derrotó a Cuomo, que se presentó por el Partido Liberal, y Roy M. Goodman del Partido Republicano.
Después de ganar las elecciones, Koch renunció al Congreso para convertirse en el 105.º Alcalde de Nueva York.
En su mandato como alcalde, Koch restauró la estabilidad fiscal a la ciudad de Nueva York y creó un presupuesto equilibrado. También estableció un sistema de elección por méritos para los jueces de los Juzgados Penales y de Familia, y creó extensos programas de viviendas. También emitió una orden ejecutiva que prohibía todo tipo de discriminación hacia los homosexuales por parte de los funcionarios municipales.
En abril de 1980, Koch desarticuló con éxito una huelga del metro y los autobuses, invocando la Ley Taylor, que prohibía las huelgas de empleados del gobierno local o estatal e imponía multas a cualquier sindicato que convocara huelga, la cual se estaba prolongando más de la cuenta. Una mañana Koch hizo una caminata hasta el Ayuntamiento de Nueva York partiendo del Puente de Brooklyn en solidaridad con muchos trabajadores que optaron por ir caminando hasta sus puestos de trabajo. Los huelguistas regresaron al trabajo después de once días.
Koch fue delegado de la ciudad para la Convención Nacional Demócrata de 1980. Sin embargo, invitó a Ronald Reagan a la Mansión Gracie poco después de las elecciones presidenciales de ese mismo año, en el que Reagan derrotó al candidato demócrata, Jimmy Carter.

### Elecciones de 1981 y su segundo mandato

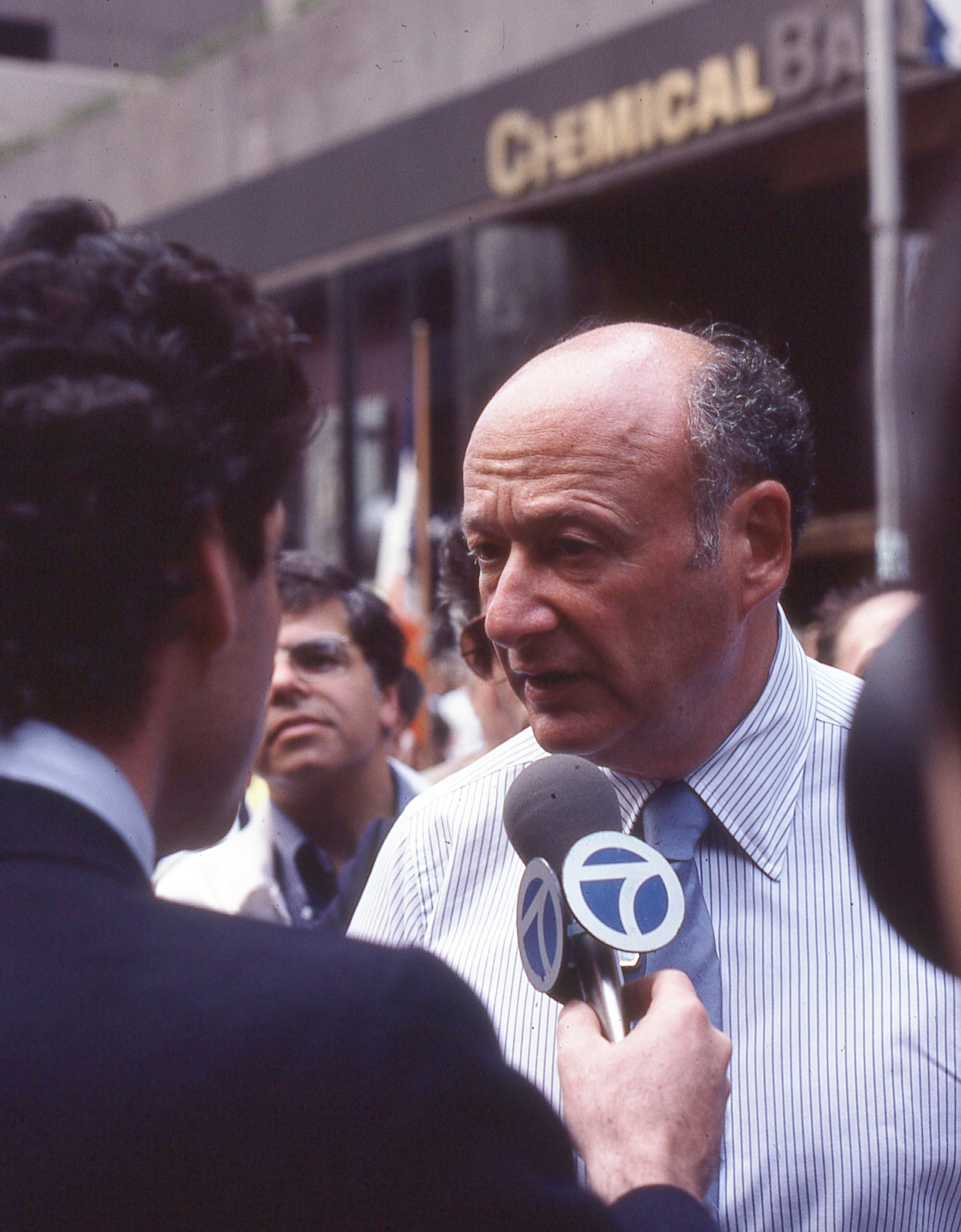
Koch en una entrevista a la cadena de noticias WABC-TV en 1981.

En 1981, Koch se presentó para la reelección como alcalde en 1981 con el apoyo de los partidos Demócrata y Republicano. Ganó las elecciones de noviembre, derrotando a su principal oponente, el candidato del Partido de la Unidad, Frank J. Barbaro, con el 75% de los votos.
En 1982, Koch se presentó sin éxito para Gobernador de Nueva York, perdiendo las elecciones primarias demócratas a favor de Mario Cuomo. Muchos dicen que la causa decisiva de su derrota fue una entrevista concedida a la revista Playboy, en la que describía el estilo de vida de Nueva York, tanto en los suburbios como en el centro, como "estéril" y lamentaría el hecho de vivir en la "pequeña ciudad" de Albany si salía electo como gobernador, lo cual generó el repudio de los votantes de otras ciudades del estado.
Koch a menudo se desvió de la línea liberal convencional, apoyando enérgicamente la pena de muerte y adoptando una mano dura en asuntos de "calidad de vida", tales como conceder mayores poderes a la policía a la hora de interactuar con indigentes y favoreciendo la legislación que prohibía usar la radio en los vagones del metro y en los autobuses. Estas posturas encontraron duras críticas por parte del capítulo local de la Unión Americana de Libertades Civiles y muchos líderes afroamericanos, sobre todo del reverendo Al Sharpton.
En 1984 Koch publicó sus primeras memorias, Mayor, que fueron todo un best-seller. En 1985 su libro se convirtió en un musical del mismo nombre, que se escenificó casi 250 veces.

### Elecciones de 1985 y su tercer mandato
En 1985, Koch se presentó nuevamente a la alcaldía de Nueva York, esta vez con el apoyo de demócratas e independientes; derrotó a la candidata del Partido Liberal, Carol Bellamy y a la candidata republicana, Diane McGrath, con el 78% de los votos.
En 1986, el alcalde Koch firmó una ordenanza de derechos legales para gais y lesbianas tras ser aprobada finalmente, tras varios intentos fallidos, por el consejo el 20 de marzo. A pesar de su postura a favor de los derechos para los homosexuales, Koch no dio marcha atrás en la decisión del Departamento de Salud de Nueva York para cerrar las casas de baño y saunas gais en 1985 en respuesta a la preocupación reinante por el avance del sida. Esta decisión puso a la ciudad en un dilema, ya que aparentemente las casas de baño debían ser reabiertas por el hecho de que varias de ellas eran usadas por heterosexuales - como el famoso Plato's Retreat - , lo que violaba la ley anti-discriminación. El Departamento de Salud, con la aprobación de Koch, reaccionó ordenando el cierre definitivo de los clubes heterosexuales, incluido el Plato's Retreat, que se trasladó a Fort Lauderdale, Florida, donde fue reabierto bajo el nombre de Plato's Repeat.
Koch sufrió un derrame cerebral en 1987 durante su mandado, pero logró continuar con sus funciones como alcalde.

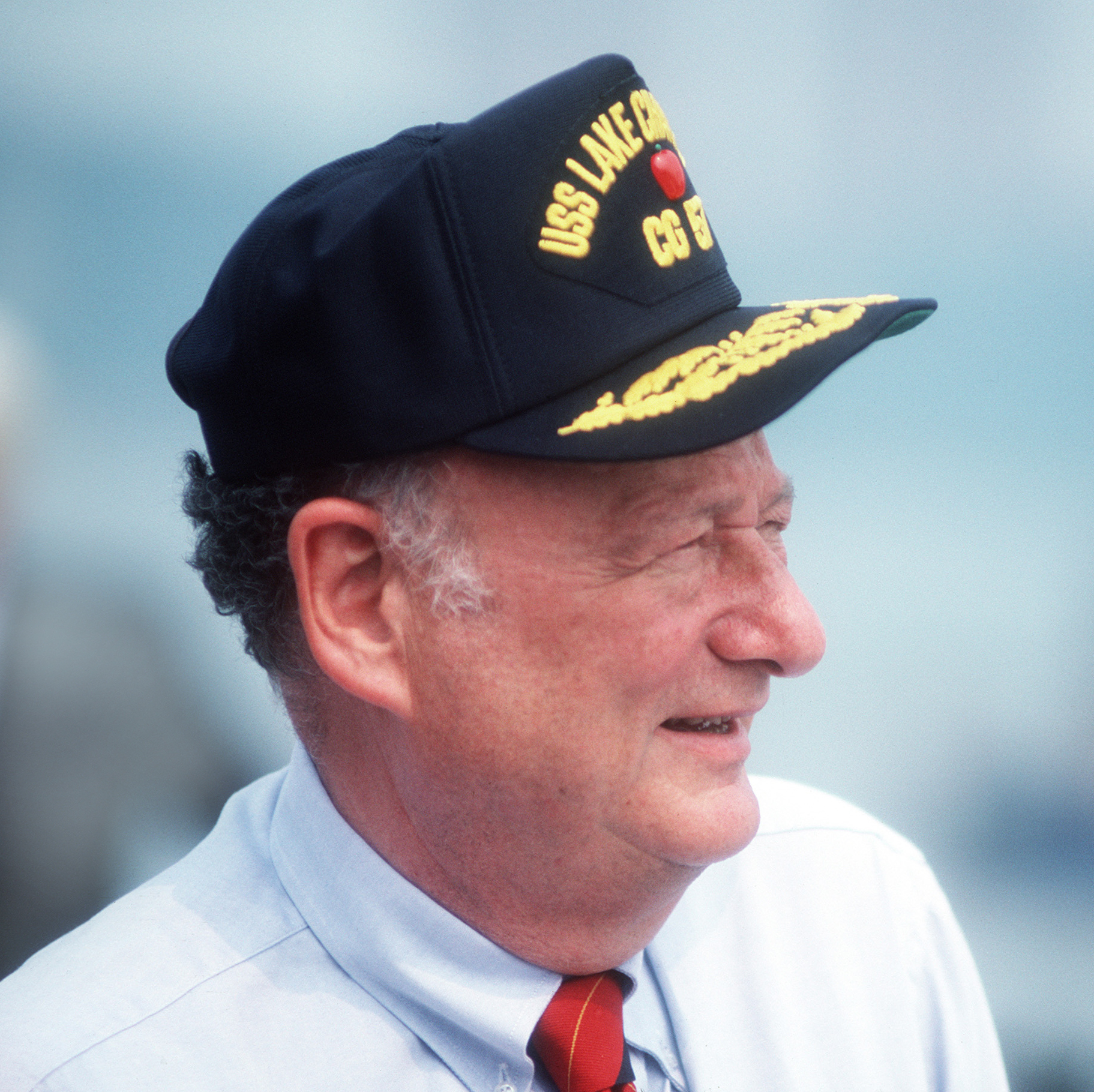
Edward Koch en la puesta en servicio del USS Lake Champlain (1988).

Koch se convirtió en una figura polémica de la campaña presidencial de 1988 con la crítica que hizo pública al candidato demócrata, Jesse Jackson, que sorprendió a varios observadores políticos tras ganar las primarias en marzo y compitiendo con el gobernador de Massachusetts, Michael Dukakis. A medida que se aproximaban las primarias de abril en Nueva York, Koch les recordó a los votantes el acusado antisemitismo de Jackson y señaló que si los judíos votaban por él, estaban locos. Koch apoyó al senador por Tennessee, Al Gore, que tuvo buenos resultados en el sur, pero no logró más del 20% en estados del norte. Tras las primarias de Nueva York, Dukakis obtuvo diez puntos de ventaja sobre Jackson, con lo que aseguró su candidatura presidencial.
En 1989 se presentó para un cuarto mandato como alcalde, pero perdió las primarias demócratas a favor de David Dinkins, quien derrotó a Rudolph Giuliani en las elecciones generales. La campaña anti-Jackson emprendida por Koch en 1988 enojó a varios votantes de color, lo que jugó en su contra y a favor de la victoria de Dinkins.

## Años posteriores a su alcaldía
En los años posteriores a su alcaldía, Koch se convirtió en socio del bufete de abogados Robinson, Silverman, Pearce, Aronsohn, y Berman LLP (actualmente Bryan Cavel LLP) y se convirtió en comentarista político, así como crítico de cine y de restaurantes para la prensa escrita, la radio y la televisión. También fue profesor adjunto de la Universidad de Nueva York y juez en el programa de televisión The People's Court durante dos años, reemplazando a Joseph Wapner tras abandonar este el programa. En 1999 fue profesor invitado de la Universidad Brandeis. Koch apareció con cierta regularidad en programas radiofónicos de crítica literaria y de fomento a la lectura, y presentó un programa de radio de tertulias en la emisora local WABC, por el que acaparó buenos índices de audiencia. También fue anfitrión de su propio programa de crítica de cine en la página web del mismo nombre The Mayor at the Movies.
Entre 2005 y 2007, Koch escribió una columna semanal para el New York Press, en la que hacía críticas de cine para el periódico de Greenwich Village, The Villager.
Apareció en diversos especiales de televisión y en anuncios de publicidad relacionados con la ciudad de Nueva York. Realizó cameos en varias películas, así como en el episodio titulado The Real Me (El verdadero yo) de la serie de HBO Sex and the City en su cuarta temporada, emitido el 3 de junio de 2001.

## Vida personal
Koch estuvo soltero toda su vida. Su orientación sexual fue tema de debate durante las elecciones de 1977, tras aparecer folletos publicitarios con el eslogan Vote for Cuomo, not the homo (Vote por Cuomo, no por el homosexual), ataque a su integridad como persona que fue denunciado por el propio Koch. Tras ser nombrado alcalde, comenzó a hacer apariciones en eventos públicos al lado de la ex-Miss America y asidua panelista de programas de concursos, Bess Myerson.
El 19 de enero de 2013, Koch fue ingresado en el hospital a causa de una inflamación en los tobillos, que era su sexta hospitalización en seis meses. Fue dado de alta unos pocos días después, el día 26, pero fue ingresado de nuevo dos días después en el Hospital presbiteriano de Nueva York por complicaciones respiratorias y secreciones pulmonares. Acabaría falleciendo en la unidad de cuidados intensivos tres días más tarde, el 1 de febrero de 2013, a los 88 años.

## Libros
- Koch, Edward I. (1980). The Mandate Millstone. U.S. Conference of Mayors. ISBN B00072XPA8.
- Koch, Edward I. (1981). How'm I doing? The Wit and Wisdom of Ed Koch. Lion Books. ISBN 0-87460-362-5.
- Koch, Edward I.; Rauch, William (1984). Mayor. Simon & Schuster. ISBN 0-671-49536-4.
- Koch, Edward I. & Rauch, William (1989). Politics. Horizon Book Promotions. ISBN 0-671-53296-0.
- Koch, Edward I. & O'Connor, John Cardinal (1989). His Eminence and Hizzoner: A Candid Exchange : Mayor Edward Koch and John Cardinal O'Connor. William Morrow & Company. ISBN 0-688-07928-8.
- Koch, Edward I. & Jones, Leland T. (1990) All The Best: Letters from a Feisty Mayor Simon & Schuster. ISBN 0-671-69365-4.
- Koch, Edward I. & Paisner, Daniel. (1992). Citizen Koch: An Autobiography St Martins Printing. ISBN 0-312-08161-8.
- Koch, Edward I. (1994). Ed Koch on Everything: Movies, Politics, Personalities, Food, and Other Stuff. Carol Publishing. ISBN 1-55972-225-8.
- Koch, Edward I. & Resnicow, Herbert (1995). Murder At City Hall. Kensington Publishing. ISBN 0-8217-5087-9.
- Koch, Edward I. & Staub, Wendy Corsi (1996). Murder On Broadway. Kensington Publishing. ISBN 1-57566-186-1.
- Koch, Edward I.; Staub, Wendy Corsi & Resnicow, Herbert (1997). Murder on 34th Street Kensington Publishing. ISBN 1-57566-232-9.
- Koch, Edward I. & Staub, Wendy Corsi (1998). The Senator Must Die. Kensington Publishing. ISBN 1-57566-325-2.
- Koch, Edward I. (1999). Giuliani: Nasty Man. Barricade Books. ISBN 1-56980-155-X. Republished, 2007.
- Koch, Edward I. & Graham, Stephen P. (1999). New York: A State of Mind. Towery Publishing. ISBN 1-881096-76-9.
- Koch, Edward I. & Paisner, Daniel (2000). I'm Not Done Yet!: Keeping at It, Remaining Relevant, and Having the Time of My Life. William Morrow & Company. ISBN 0-688-17075-7.
- Koch, Edward I. & Koch Thaler, Pat (2004). Eddie, Harold’s Little Brother. Grosset & Dunlap. ISBN 0-399-24210-4.
- Koch, Edward I. & Heady, Christy (2007). Buzz: How to Create It and Win With It. AMACOM/American Management Association. ISBN 0-814-47462-4.